# Cudjoe Key
Cudjoe Key és una concentració de població designada pel cens dels Estats Units a l'estat de Florida. Segons el cens del 2000 tenia 1.695 habitants.

## Demografia
Segons el cens del 2000, Cudjoe Key tenia 1.695 habitants, 799 habitatges, i 541 famílies. La densitat de població era de 124,9 habitants per km².
Dels 799 habitatges en un 15,6% hi vivien nens de menys de 18 anys, en un 62% hi vivien parelles casades, en un 3,4% dones solteres, i en un 32,2% no eren unitats familiars. En el 21,7% dels habitatges hi vivien persones soles el 7,8% de les quals corresponia a persones de 65 anys o més que vivien soles. El nombre mitjà de persones vivint en cada habitatge era de 2,12 i el nombre mitjà de persones que vivien en cada família era de 2,43.
Per edats la població es repartia de la següent manera: un 12,2% tenia menys de 18 anys, un 3,7% entre 18 i 24, un 27,1% entre 25 i 44, un 38,8% de 45 a 60 i un 18,2% 65 anys o més.
L'edat mediana era de 48 anys. Per cada 100 dones de 18 o més anys hi havia 109,4 homes.
La renda mediana per habitatge era de 57.500 $ i la renda mediana per família de 59.883 $. Els homes tenien una renda mediana de 36.094 $ mentre que les dones 31.250 $. La renda per capita de la població era de 27.085 $. Entorn del 4,4% de les famílies i el 5,8% de la població estaven per davall del llindar de pobresa.

## Poblacions més properes
El següent diagrama mostra les poblacions més properes.